# Eiskunstlauf-Europameisterschaft 1928
Die 27. Eiskunstlauf-Europameisterschaft fand 1928 in Troppau statt.
Willy Böckl gewann seinen letzten von insgesamt sechs Titeln.

## Ergebnis

### Herren
| Platz | Sportler          | Land             |
| ----- | ----------------- | ---------------- |
| 1     | Willy Böckl       | Österreich       |
| 2     | Karl Schäfer      | Österreich       |
| 3     | Otto Preissecker  | Österreich       |
| 4     | Ludwig Wrede      | Österreich       |
| 5     | Rudolf Praznowski | Tschechoslowakei |
| 6     | Otto Zappe        | Tschechoslowakei |
| 7     | Wilhelm Czech     | Tschechoslowakei |

## Quelle
- European figure skating championships 1922–1929. Skatabase, archiviert vom Original am 28. August 2008; abgerufen am 18. Mai 2018 (englisch).